# El-Hilal SC El-Obeid
L'El Hilal SC El Obeid és un club sudanès de futbol de la ciutat d'El-Obeid. Va ser fundat el 1931.

## Palmarès
- Copa sudanesa de futbol[2]
  - Finalista: 2016, 2018